# Wremen
Wremen (Platduits: Wreem) was een gemeente in de Duitse deelstaat Nedersaksen. De gemeente maakte deel uit van de samtgemeinde Land Wursten in het Landkreis Cuxhaven. Op 1 januari 2015 fuseerde Wremen samen met de andere gemeenten uit de Samtgemeinde Land Wursten en de gemeente Nordholz tot de eenheidsgemeente Wurster Nordseeküste.
Tot Wremen behoren, naast het gelijknamige dorp,  de plaatsjes:
- Hofe
- Hülsing
- Rintzeln
- Schottwarden.

In het zuiden grenst Wremen aan Weddewarden, een oud boerendorp,  dat deel uitmaakt van de stad Bremerhaven.
Wremen heeft een stationnetje aan de spoorlijn Bremerhaven - Cuxhaven.
Wremen heeft, ten westen van het dorp, een haventje (pleziervaart, enige garnalenvisserij) en een camping  aan de Waddenzee.

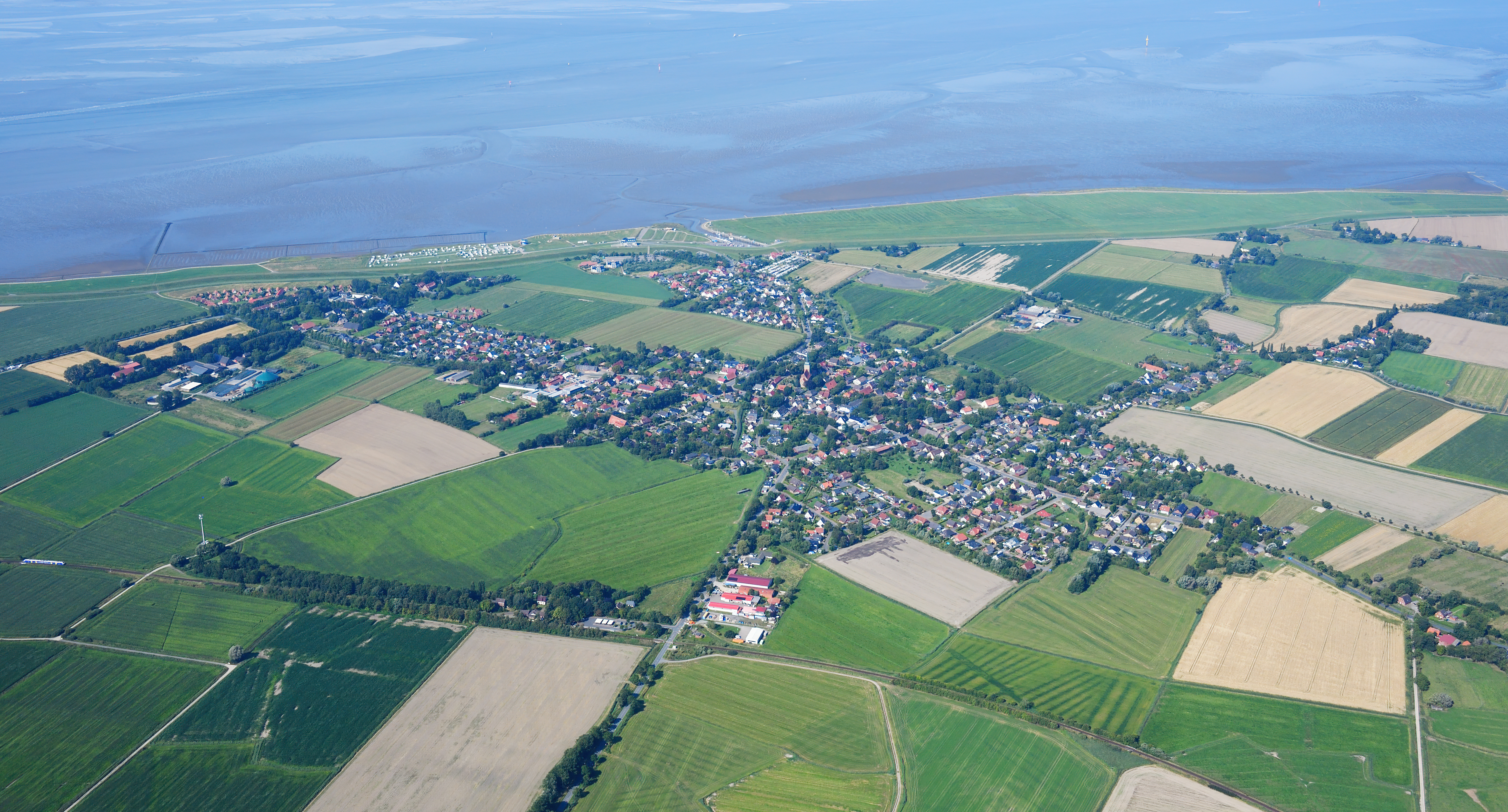
Luchtfoto van Wremen. Op de achtergrond het haventje aan de Waddenzee.
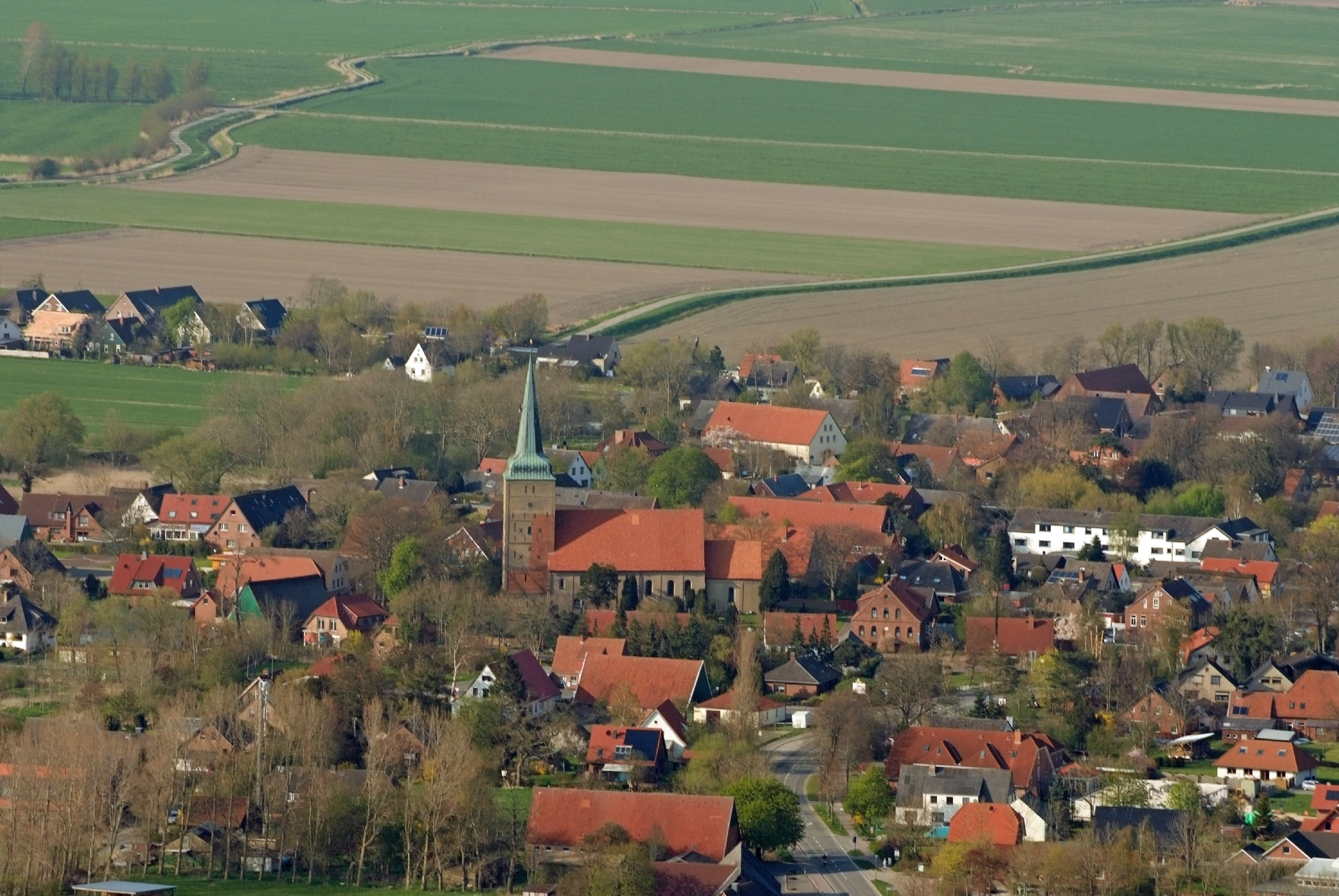
Luchtfoto van het dorpscentrum (2013)
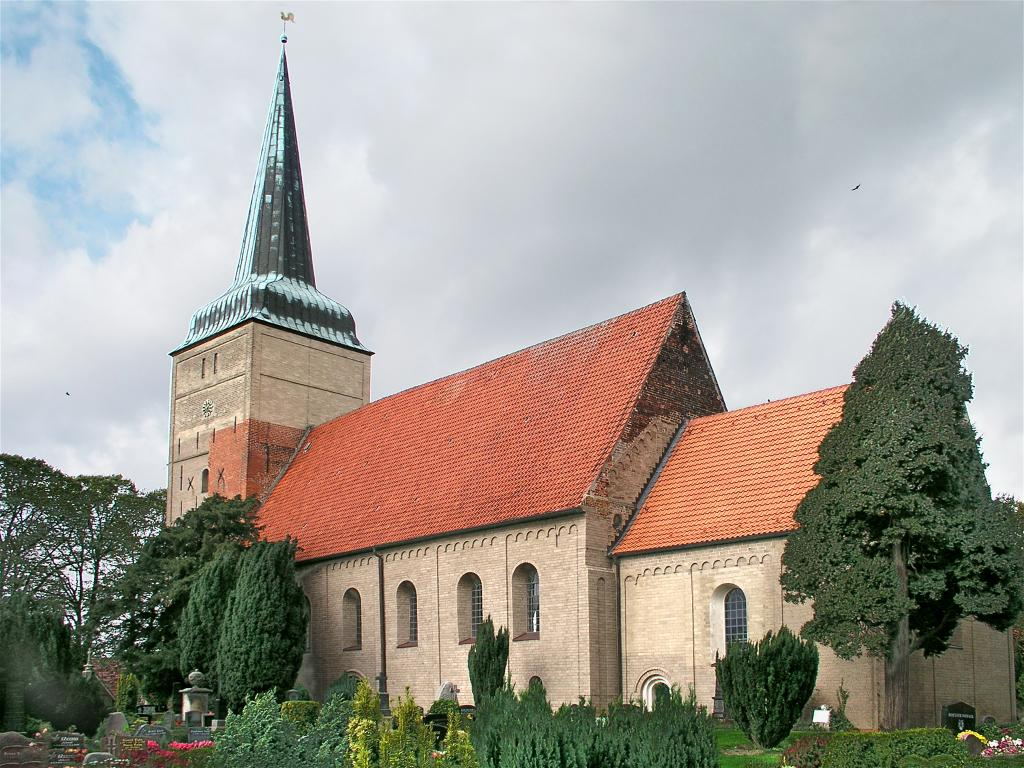
De Sint-Willehadkerk te Wremen (gebouwd omstreeks 1200)
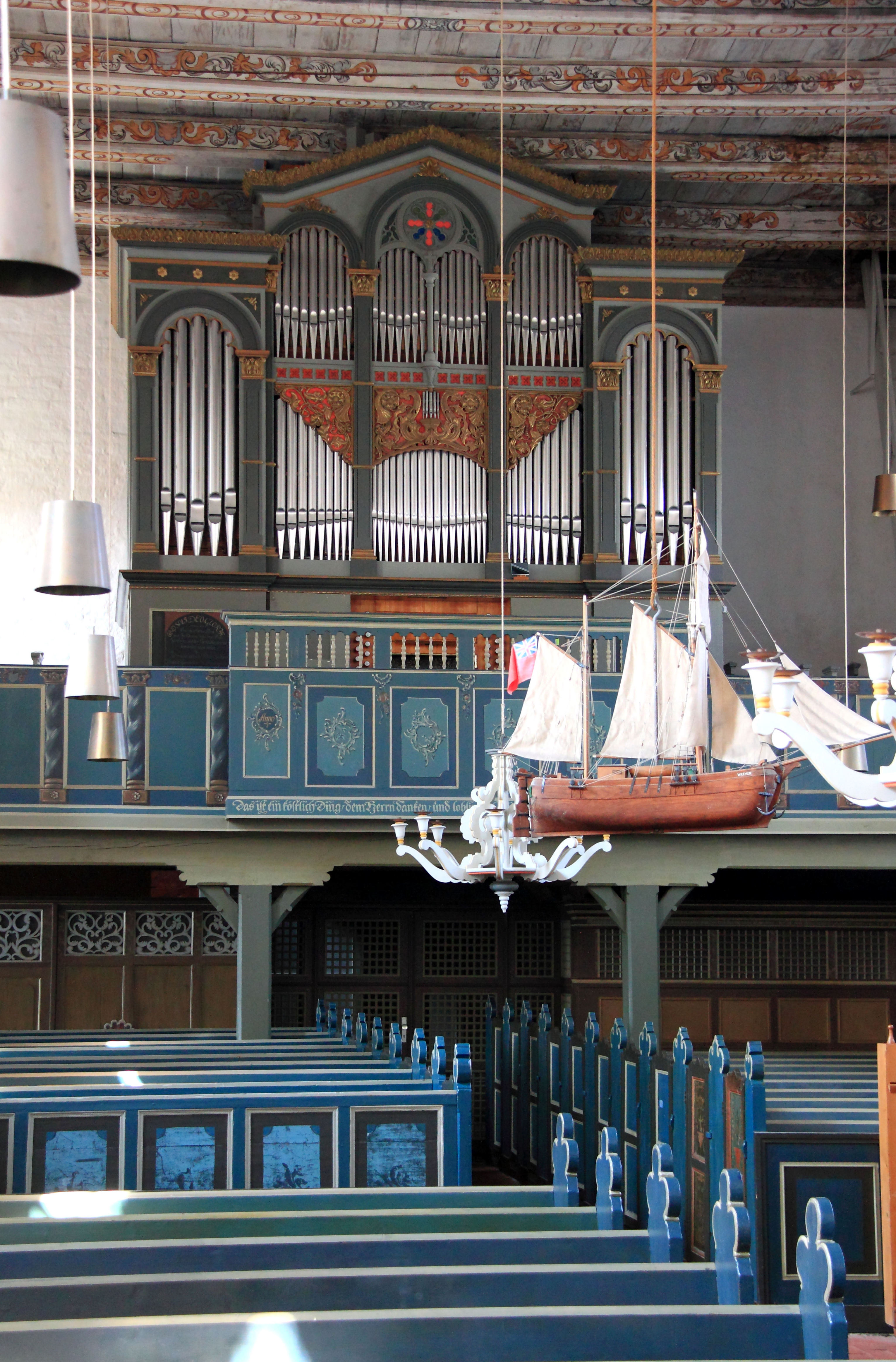
Interieur van deze kerk, met het kerkorgel uit 1864
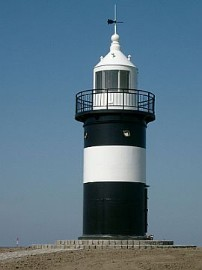
Vuurtorentje Kleiner Preuße aan de Waddenzee

In Wremen ligt de archeologische site Feddersen-wierde, een terpnederzetting bewoond tussen de 1e eeuw v. Chr en de 5e eeuw n. Chr.
De oudste vermelding van Wremen dateert van 1304; van 1906 tot 1946 was er een eenheid van de Kriegsmarine gestationeerd, die over vier grote houwitsers (28 cm. geschut) beschikte.
Zie voor meer informatie: Wurster Nordseeküste.
- Gemeinsame Normdatei: 4453314-7
- Library of Congress Control Number: n2003039312
- Nationale Bibliotheek van Israël: 987007484755005171
- Virtual International Authority File: 126865957